# Мірікіна
Мірікіна, або нічна мавпа, або триполосий дурукуль (Aotus trivirgatus) — вид ссавців надродини широконосих мавп. Єдиний  нічний вид серед вищих приматів, один з 11 видів роду Aotus.

## Зовнішній вигляд
Довжина тіла 24-37 см, довжина хвоста 30-40 см. Маса тіла 0,6-1 кг.
Основний тон забарвлення верху тіла і хвоста коричнево-сірий, обличчя і горло світлі. Очі дуже великі, що пов'язано з нічним способом життя. Маленька кругла голова, маленькі вуха; відкриті вниз ніздрі, розділені більш вузької перегородкою, ніж у інших американських мавп; маленькі ікла, різці стоять вертикально, витягнуте тіло, покрите м'якою шерстю, подовжені задні кінцівки, не чіпкий хвіст.

## Живлення
Живляться плодами і листям дерев, комахами, пташиними яйцями, птахами і кажанами.

## Спосіб життя
Подорожують і полюють парами, іноді невеликими сімейними групами. Живуть, подібно до сов, у дуплах дерев.
Самка народжує раз на рік одне дитинча.
Зустрічаються в  Південній Америці. Живуть у гірських лісах.
Рухаючись родинними групами, займають простір до 9 га. При вторгненні іншої групи доходить до бійок, які тривають, як правило, не більше 10 хвилин.
Мірікіни у темряві рухаються тихо, але в цілому галасливі. Видають різні різкі звуки, що нагадують скрегіт птахів, нявчання котів, або гавкання собак, схоже на ричання ягуара. Голос служить їм для підтримання контактів між собою в темряві.
Охоче утримується в зоопарках. Досить легко приручається, якщо спіймана в молодості. Швидко звикає до своїх опікунів. При гарному догляді — лагідна; розумові здібності досить обмежені.